# سیارک ۱۰۸۱۱
سیارک ۱۰۸۱۱ (به انگلیسی: 10811 Lau، نامگذاری:1993FM19) ده هزار و هشتصد و یازدهمین سیارک کشف شده‌است که در ۱۷ مارس ۱۹۹۳ کشف شد.
قدر مطلق سیارک برابر ۴۰.۷ است.